# Айхан Акман
Айхан Акман (тур. Ayhan Akman, нар. 23 лютого 1977, Бурса) — турецький футболіст, півзахисник клубу «Галатасарай».
Також відомий виступами за клуби «Газіантепспор» та «Бешикташ», національну збірну Туреччини.
Чотириразовий чемпіон Туреччини. Володар Кубка Туреччини.

## Клубна кар'єра
У дорослому футболі дебютував 1994 року виступами за команду клубу «Газіантепспор», в якій провів чотири сезони, взявши участь у 102 матчах чемпіонату. Більшість часу, проведеного у складі «Газіантепспора», був основним гравцем команди.
Своєю грою за цю команду привернув увагу представників тренерського штабу клубу «Бешикташ», до складу якого приєднався 1998 року. Відіграв за стамбульську команду наступні три сезони своєї ігрової кар'єри. Граючи у складі «Бешикташа» також здебільшого виходив на поле в основному складі команди.
До складу клубу «Галатасарай» приєднався 2001 року. Наразі встиг відіграти за стамбульську команду 212 матчів в національному чемпіонаті. За цей час тричі виборював титул чемпіона Туреччини, ставав володарем Кубка Туреччини.

## Виступи за збірну
1998 року дебютував в офіційних матчах у складі національної збірної Туреччини. Наразі провів у формі головної команди країни 22 матчі.
У складі збірної був учасником чемпіонату Європи 2000 року у Бельгії та Нідерландах, чемпіонату Європи 2008 року в Австрії та Швейцарії.

## Статистика

### Міжнародні матчі
| Збірна Туреччини | Збірна Туреччини | Збірна Туреччини |
| Роки             | Ігри             | Голи             |
| ---------------- | ---------------- | ---------------- |
| 1998             | 2                | 0                |
| 1999             | 3                | 0                |
| 2000             | 1                | 0                |
| 2001             | 0                | 0                |
| 2002             | 0                | 0                |
| 2003             | 0                | 0                |
| 2004             | 0                | 0                |
| 2005             | 1                | 0                |
| 2006             | 0                | 0                |
| 2007             | 2                | 0                |
| 2008             | 8                | 0                |
| 2009             | 5                | 0                |
| 2010             | 0                | 0                |
| Загалом          | 22               | 0                |

## Титули і досягнення
- Чемпіон Туреччини (4):

«Галатасарай»: 2001-02, 2005-06, 2007-08, 2011-12
- Володар Кубка Туреччини (2):

«Бешікташ»: 1997-98
«Галатасарай»: 2004-05
- Володар Суперкубка Туреччини (1):

«Галатасарай»: 2008